# سي. جيمس
سيريل ليونيل روبرت جيمس (بالإنجليزية: Cyril Lionel Robert James)‏، وُلد يوم 4 يناير عام 1901 وتوفي يوم 31 مايو عام 1989، وكان يكتب أحيانًا مسخدمًا اسمه القلمي جيه. آر. جونسون، وكان مؤرخًا ترينيداديًا، وصحفيًا، واشتراكيًا. وتعتبر أعماله مؤثرةً في مختلف السياقات النظرية، والاجتماعية، والتأريخية. ويعتبر عمله عنصرًا رئيسيًا في دراسات ما بعد الاستعمارية، ويُرى جيمس على أنه صوت رائد ومؤثر في أدب ما بعد الاستعمارية. ألف جيمس، الذي كان ناشطًا سياسيًا لا يعرف التعب، كتاب الثورة العالمية عام 1937، والذي كان يحدد تاريخ الشيوعية الدولية، ما أثار الجدال داخل الدوائر التروتسكية، وكتب عن الثورة الهايتية في عام 1938، بكتابه اليعاقبة السود.
وُصف جيمس بواسطة أحد النقاد الأدبيين بأنه «جدلي مناهض للستالينية»، وكان جيمس معروفًا بعصاميته في التعليم، وبكتاباته المسرحية والخيالية بين الحين والآخر، وكان كتابه زقاق مينتي لعام 1936 أول رواية لكاتب هندي غربي أسود تُنشر في بريطانيا، وعُرف أيضًا بأنه كان رياضيًا شرهًا. اشتُهر جيمس أيضًا بصفته كاتبًا عن رياضة الكريكت، وأُطلق على كتابه ما وراء الحدود لعام 1963، الذي وصفه جيمس بأنه «لا يعتبر ذكريات لرياضة الكريكت ولا سيرة ذاتية»، أنه أفضل كتاب كُتب عن أي رياضة على الإطلاق.

## سيرته

### مطلع حياته في ترينيداد
وُلد جيمس بمدينة تونا بونا في ترينيداد، التي أصبحت بعد ذلك مستعمرةً تابعةً للتاج البريطاني، وكان الطفل الأول لوالدته إليزابيث جيمس ووالده روبرت ألكساندر جيمس، الذي كان يعمل معلمًا مدرسيًا. فاز سي. إل. آر. جيمس، في عام 1910، بمنحة دراسية إلى مدرسة الملكة الملكية (QRC)، وهي أقدم مدرسة ثانوية كاثوليكية بالجزيرة، وفي بورت أوف سبين، حيث أصبح لاعبًا لرياضة الكريكت بالنادي وتميز ليصبح رياضيًا، حمل جيمس الرقم القياسي للوثب العالي في ترينيداد الذي بلغ 175 سنتيمترًا منذ عام 1918 حتى 1922، بالإضافة إلى أنه بدأ كتابة الخيال هناك. وبعد تخرجه من مدرسة الملكة الملكية في عام 1918، عمل جيمس هناك بصفته معلمًا للغة الإنكليزية والتاريخ خلال عشرينيات القرن العشرين؛ وكان من ضمن الذين درّس لهم جيمس، إريك ويليامز الصغير، الذي أصبح أول رئيس وزراء لترينيداد وتوباغو. كان جيمس عضوًا في «مجموعة المنارة» المناهضة للاستعمارية بجانب كل من رالف دو بواسيير، وألبرت غوميز، وألفرد مينديز، وهي دائرة من الكتاب المرتبطين بمجلة ذا بيكون، التي نشر فيها جيمس سلسلةً من القصص القصيرة.

## اللقاء مع تروتسكي
سافر جيمس إلى الولايات المتحدة في أواخر عام 1938. وزار تروتسكي، بعد رحلة برعاية حزب العمال الاشتراكي (SWP)، في قرية كويواكان بالمكسيك في شهر أبريل عام 1939. بقى جيمس هناك لشهر تقريبًا، وقابل أيضًا دييغو ريفيرا وفريدا كاهلو، قبل أن يعود إلى الولايات المتحدة في مايو عام 1939. وكانت «قضية الزنوج» أهم المواضيع التي تناقش فيها جيمس مع تروتسكي. وبينما كان تروتسكي يرى أن الحزب التروتسكي قدم القيادة لمجتمع السود، بنفس الطريقة العامة التي قدم بها البلاشفة الإرشاد للأقليات العرقية في روسيا، رأى جيمس أن النضال المنظم ذاتيًا للأمريكيين الأفارقة سيؤدي إلى حركة اجتماعية جذرية على نطاق أوسع.

## روابط خارجية
- سي. جيمس على موقع الموسوعة البريطانية (الإنجليزية)
- سي. جيمس على موقع ديسكوغز (الإنجليزية)